# JBJ (音楽グループ)
JBJ（ジェイビージェイ）は、韓国の6人ボーイズグループ。
2017年Mnetで放送されたPRODUCE 101　Season2の出演者6人でデビュー。グループ名JBJは 'Just Be Joyful'の略。『本当に望ましい組み合わせ』という意味がある。2018年4月30日、マネジメント契約の満了により解散。

## 概要
2017年に放送された韓国のテレビオーディション番組「PRODUCE 101 (Season 2)」に出演したメンバーの髙田健太、キム・ヨングク、キム・テドン、キム・サンギュン、ノ・テヒョン、キム・ドンハン、クォン・ヒョンビンはそれぞれに固定ファンのつくほど人気があったが、第3回順位発表式で脱落となった。その後彼らはSNS上で켄콜태균소호빈(ケンコルテギュンソホビン)という愛称で話題となり、そのデビューを望む声が高くなっていった。当人たちもその状況を耳にしており、最年長のノテヒョンを筆頭にSNS上にメンバー揃っての写真を投稿するなどして、更にネット上での話題は高まった。
2017年7月に入り、FIVEエンターテインメントがJBJの結成の可能性について各練習生たちの事務所幹部が協議を開始。2017年8月30日に、事務所との問題を抱えたキム・テドンを除き、JBJとしてのデビューについて所属事務所間で合意が成立し、10月にデビューすることが正式に発表された。
2017年9月26日にデビューアルバム「FANTASY」タイトル曲を「Fantasy」に確定し、アルバムを2017年10月18日に発売することとなった。
2018年3月14日に事務所より契約満了により、2018年4月30日に解散することが発表された。

## 略歴

### 2017年
- 2017年9月28日　デビューリアリティ番組Mnet「よく見てJBJ」が放送開始[7]。
- 2017年10月18日　アルバム「FANTASY」でデビュー。同日にソウル城北(ソンブク)区高麗(コリョ)大学校花井(ファジョン)体育館でデビューショーケースを開催[8]。
- 2017年10月20日　KBS「MUSIC BANK」で音楽番組に初出演[9]。
- 6ヶ国7都市ファンミーティング「JBJ 1st fan meeting 'Come True'」[10]

2017年11月23日、東京・豊洲PIT
2017年11月26日、大阪・堂島リバーフォーラム
2017年12月16日、タイ
2017年12月23日、台湾
2017年12月30日、シンガポール

### 2018年
- 6ヶ国7都市ファンミーティング「JBJ 1st fan meeting 'Come True'」

2018年1月6日、香港
2018年1月14日、フィリピン
- 2018年2月3日・4日　単独コンサート「本当に望ましいコンサート」を開催。(ソウルオリンピック公演オリンピックホール)
- 2018年2月12日　ニッポン放送「ミュ～コミ＋プラスプレゼンツ ボーイズバレンタイン」に出演。(横浜アリーナ)
- 2018年2月15日　「2018 JBJ 東京 バレンタインLIVE」を開催。(ZEPP TOKYO)
- 日本2都市3公演コンサート「JBJ 1ST CONCERT［JOYFUL DAYS］IN JAPAN」[11]

2018年4月10日　東京体育館
2018年4月11日　Zepp大阪 Bayside
2018年4月12日　Zepp大阪 Bayside
- 2018年3月14日　契約満了により解散が正式に発表。
- 2018年4月21日・22日　単独コンサート「本当に望ましいコンサート - エピローグ」を開催。(ソウルオリンピック公園SKハンドボール競技場)）[12]。
- 2018年4月30日　正式に解散。「NEW MOON」の収録曲「Just Be Stars」のスペシャルMVを公開した[13][14]。

## メンバー
| ノ・テヒョン       |  | ノ・テヒョン (노태현、盧太鉉)                                | 1993年10月15日（31歳） | 韓国ソウル特別市      | - 事務所：Ardor&Able - HOTSHOTのKID MONSTAR - PRODUCE 101 (Season 2)最終順位 25位                                                                                      |
| 髙田健太           |  | 髙田健太 （타카다켄타）                                      | 1995年1月10日（30歳）  | 日本 群馬県藤岡市     | - 事務所：STAR ROAD Entertainment. - 解散後、2018年10月JBJ95としてデビュー。 - PRODUCE 101 (Season 2)最終順位 24位                                                     |
| キム・サンギュン   |  | キム・サンギュン (김상균、金相均)                            | 1995年5月23日（30歳）  | 韓国 光州広域市西区   | - 事務所：(元)HUNUS Entertainment. STAR ROAD Entartainment.(現在) - 解散後、2018年10月JBJ95としてデビュー。 - 元ToppDoggメンバー - PRODUCE 101 (Season 2)最終順位 26位 |
| キム・ヨングク     |  | Jin Long Guo キム・ヨングク （김용국、金龙国、 Jīn Lóngguó） | 1996年3月2日（29歳）   | 中国吉林省            | - 事務所：春(チュン) Entertainment. - PRODUCE 101 (Season 2)最終順位 21位                                                                                              |
| クォン・ヒョンビン |  | クォン・ヒョンビン (권현빈、權玄彬)                          | 1997年3月4日（28歳）   | 韓国 ソウル特別市     | - 事務所：YG K Plus（番組出演時） YG entertainment(現在) - PRODUCE 101 (Season 2)最終順位 22位                                                                         |
| キム・ドンハン     |  | キム・ドンハン (김동한、金東漢)                              | 1998年7月3日（27歳）   | 韓国 大邱広域市達西区 | - 事務所：OUI entertainment. - 解散後、2020年10月WEiとしてデビュー。 - produce101最終順位 29位                                                                         |

## ディスコグラフィ

### ミニアルバム
| No. | タイトル                                 | 収録曲 | Gaon チャート （週間） | 売上枚数  | 備考 |
| --- | ---------------------------------------- | --- | ---------------------- | --------- | --- |
| 1   | FANTASY (2017年10月18日)                 | 収録曲 1. J.B.J. (Intro) 2. Fantasy 3. Say My Name 4. 오늘부터 (今日から) 5. 꿈을 꾼 듯 (夢見てるよう) 6. 예뻐 (CD Only) | 3位                    | 134,900枚 | |
| 2   | True Colors (2018年1月17日)              | 収録曲 1. True Colors 2. On My Mind 3. 꽃이야 (花だ) 4. Moonlight 5. Wonderful Day 6. 매일 (毎日) 7. 매일 (Love Ver.) (CD Only) | 1位                    | 123,502枚 | - 2018年1月26日放送のKBSの音楽番組「MUSIC BANK」で2ndミニアルバムのタイトル曲「꽃이야 (花だ)」で1位を獲得した。 |
| 3   | New moon(Deluxe Edition) (2018年4月17日) | 収録曲 1. 부를게 (呼ぶよ) 2. ☆☆(Be Joyful) 3. Just Be Stars 4. J.B.J. (Intro) 5. Fantasy 6. Say My Name 7. 오늘부터 (今日から) 8. 꿈을 꾼 듯 (夢見てるよう) 9. 예뻐 (CD Only) 10. True Colors 11. On My Mind 12. 꽃이야 (花だ) 13. Moonlight 14. Wonderful Day 15. 매일 (毎日) 16. 매일 (Love Ver.) (CD Only) | 2位                    | 62,707枚  | |

### OST
- 2017年：MBC「보그맘 (ボーグマム)」OST Part.5 - 「그대가 날 부르면 (君が僕を呼べば)」「너를 부른다 (君を呼ぶ)」 - 高田健太

## 出演
ドラマ
- 2017年：MBC「보그맘 (ボーグマム)」 - クォン・ヒョンビン (クォン・ヒョンビン役)

## 出版
- 2018年：JBJ写真集「THE MOMENT」

## 受賞歴
| 年度   | 受賞歴 |
| ------ | --- |
| 2017年 | - 11月15日《2017 Asia Artist Awards》 - ライジングスター賞 - 11月28日《第25回韓国文化芸能大賞》 - K-POP 歌手賞 |
| 2018年 | - 2月25日《第24回大韓民国芸能芸術賞》 - 新人賞                                                                 |